# Parc archéologique d'État de Crystal River
Le parc archéologique d'État de Crystal River (Crystal River State Archaeological Park en anglais) est un parc de 25 hectares situé sur la Crystal River, dans le comté de Citrus, région de Big Bend, en Floride. Il se trouve à trois kilomètres au nord-ouest de la ville de Crystal River. Depuis le 29 septembre 1970 ce site est également inscrit comme National Historic Landmark.

## Histoire
Le parc contient un complexe de six tumulus construits durant la période précolombienne par les Mound Builders. Avec une occupation de près de 1 600 ans, l'endroit est considéré comme un des lieux de la Floride ayant été habité le plus longtemps en permanence. Environ 7 500 Amérindiens auraient visités le lieu chaque année durant cette période. Le complexe comporte des tumulus qui servaient de tombes et de temple mais aussi un sambaqui. En 1970, le lieu est devenu un National Historic Landmark. Il dispose d'un sentier pavé pour relier les différents tumulus et il est possible de grimper au sommet du plus grand.